# Domasławice (województwo dolnośląskie)
Domasławice (niem. Lindenhorst, wcześniej Domaslawitz) – wieś w Polsce, położona w województwie dolnośląskim, w powiecie oleśnickim, w gminie Twardogóra.
W latach 1975–1998 wieś administracyjnie należała do województwa wrocławskiego.

## Nazwa
Według niemieckiego językoznawcy Heinricha Adamy’ego nazwa miejscowości należy do grupy nazw patronomicznych i pochodzi od staropolskiego imienia założyciela oraz pierwszego właściciela Domasława. Złożone jest ono z dwóch członów Doma- - "dom"; psł. *domъ - "pomieszczenie, gdzie człowiek żyje ze swoją rodziną" oraz "sław" - "sławić". Imię to oznacza sławiącego swój dom lub przynoszącego swojemu domowi sławę. W swoim dziele o nazwach miejscowości na Śląsku wydanym w 1888 roku we Wrocławiu Adamy wymienia jako najstarszą zanotowaną nazwę miejscowości Domaslawice podając jej znaczenie "Dorf des Domeslaw" czyli po polsku "Wieś Domasława".
W roku 1295 w kronice łacińskiej Liber fundationis episcopatus Vratislaviensis (pol. Księga uposażeń biskupstwa wrocławskiego) miejscowość wymieniona jest jako Domaslowitz wieś lokowana na prawie polskim iure polonico.
W alfabetycznym spisie miejscowości na terenie Śląska wydanym w 1830 roku we Wrocławiu przez Johanna Knie wieś występuje pod polską nazwą Domislawice oraz nazwą zgermanizowaną Domaslawitz.
| SIMC    | Nazwa   | Rodzaj         |
| ------- | ------- | -------------- |
| 0881800 | Czwórka | przysiółek wsi |